# Trachysphaera acutula
Trachysphaera acutula är en mångfotingart som först beskrevs av Robert Latzel 1884.  Trachysphaera acutula ingår i släktet Trachysphaera och familjen Doderiidae. Inga underarter finns listade i Catalogue of Life.